# Steuerverein

Le nord de l'Allemagne avant 1866.

Le Steuerverein était une union douanière allemande fondée en 1834.

## Histoire
Le Steuerverein prit effet le 1er juin 1835. Il réunissait plusieurs états allemands de l'ouest hostiles à la Prusse et était destiné à contrer le Zollverein, l'union douanière prussienne. Parmi ces états figuraient notamment le royaume de Hanovre et le duché de Brunswick.
Lorsque les traités du Steuerverein furent renouvelés en 1841, le duché de Brunswick quitta l'union et rejoignit le Zollverein, affaiblissant la position du royaume de Hanovre. En effet, le Brunswick possédait des enclaves au Hanovre. Le roi de Hanovre, Ernest-Auguste Ier, avait la possibilité de reporter l'entrée de ces enclaves dans le Zollverein, sachant que le Hanovre résisterait plus longtemps que le Brunswick à la guerre économique que ce report aurait engendré. En 1845, le Hanovre, le Brunswick et la Prusse parvinrent à un accord au sujet des enclaves. En 1850, Ernest-Auguste permit finalement à contrecœur à son État de rejoindre le Zollverein, bien que l'entrée se fît dans de bonnes conditions. La sortie du Hanovre du Steuerverein précéda de peu la disparition de l'union le 1er janvier 1854.